# Armin Joseph Deutsch
Armin Joseph Deutsch (A. J. Deutsch) (Chicago, 1918. január 25. – Pasadena, 1969. november 11.) amerikai csillagász, tudományos-fantasztikus író.

## Élete
Egyetemi tanulmányait 1940-ben kezdte meg az Arizonai Egyetemen, csillagászati doktorátusát a Chicagói Egyetemen szerezte 1946-ban. Figyelemre méltó munkássága a Doppler-tomográfia terén, amelyet 1958-ben mutattak be a Mount Wilson Observatory szimpóziumán. 1966-ig az Annual Review of Astronomy and Astrophysics társszerkesztője, 1964 és 1967 közt az Amerikai Csillagászati Társaság tanácsosa volt. A Hold túlsó oldalán krátert neveztek el róla.
Tudományos-fantasztikus munkásságából az A Subway Named Möbius (A Möbius-metró, 1950, magyar nyelven: A Möbius-metró, Galaktika 4. szám,  1973) emelkedik ki, amelyben a bostoni metróhálózat egy új szárnyvonal miatti bonyolultabbá válásának következményeit meséli el. Az írás topológiai és matematikai alapokon nyugszik, először az Analog Science Fiction and Fact című magazinban jelent meg. Az írást 2001-ben nevezték Retro Hugo-díjra, a szavazáson végül a negyedik helyet érte el. 1996-ban Moebius címmel Argentínában film készült belőle.

## Főbb művei
- Armin J. Deutsch, A study of the spectrum variables of type A, 1947
- A. J. Deutsch, A Subway Named Mobius, 1950
- Armin J. Deutsch, The Sun,  The New Astronomy, a Scientific American Book, Simon and Schuster, New York, 1955
- A. Deutsch, Space Age Astronomy: Proceedings of an International Symposium held August 7–9, 1961 at the California Institute of Technology in conjunction with the 11th General Assembly of the International Astronomical Union (IAU, GA, 11), Academic Press, New York, NY, 1962
- Armin J. Deutsch, The Ageing Stars of the Milky Way,  Stars and Galaxies: Birth, Ageing, and Death in the Universe Prentice-Hall, Englewood Cliffs, NJ, 1962
- Boesgaard, Ann Merchant; Hagen, Wendy; Deutsch, Armin J. (posthumous) Circumstellar Envelopes of M Giants, Bulletin of the American Astronomical Society, Vol. 8, p. 304, March 1976 (utolsó írása)

## Fordítás
- Ez a szócikk részben vagy egészben  az   Armin Joseph Deutsch című angol Wikipédia-szócikk ezen változatának fordításán alapul.  Az eredeti cikk szerkesztőit annak laptörténete sorolja fel. Ez a jelzés csupán a megfogalmazás eredetét és a szerzői jogokat jelzi, nem szolgál a cikkben szereplő információk forrásmegjelöléseként.